# Vlag van Staffordshire

Vlag van Staffordshire

Vlag van de Staffordshire County Council

De vlag van Staffordshire is de vlag van het Engelse graafschap Staffordshire. De vlag werd geregistreerd bij het Flag Institute na een wedstrijd tussen twee rivaliserende ontwerpen. Het winnende ontwerp werd voorgesteld door de Staffordshire Heritage Group als een vereenvoudigde versie van de andere kandidaat, gelijk aan het wapen van de Staffordshire County Council.
Op de vlag staat de Staffordknoop in goud op het wapenschild van de Stafford. Het symbool van de Staffordknoop is uniek voor het graafschap, met een eerbiedwaardige traditie en wijdverbreid gebruik. Het is onder andere opgenomen in het logo van de Staffordshire Rugby Union, de Staffordshire County Cricket Club en de Staffordshire Fire and Rescue Service. Het kleurenschema van goud op rood is ook terug te vinden in veel wapens van de county, zoals het wapenschild van Keele-universiteit en het wapen van Staffordshire County Council.
Bij gebrek aan een aangenomen vlag is het wapen van Staffordshire County Council gebruikt als symbool van Staffordshire. Het wapen is vergelijkbaar met de eenvoudige chevron en knoop, maar met kleinere proporties van de knoop en de toevoeging van de leeuw op een schildhoofd die de autoriteit van de raad aangeeft. Dit vaandel werd commercieel beschikbaar gesteld bij gebrek aan een goedgekeurde vlag. Het ontwerp is eigendom van de gemeente, maar in 2015 verklaarde Staffordshire County Council dat ze niet zouden toestaan dat de banier zou worden gebruikt als vlag van de provincie. De County Council verklaarde ook dat ze in gesprek waren met het Flag Institute over de formele goedkeuring van het ontwerp van de banier.
Bij gebrek aan een aangenomen vlag werd de banier naast de Union Jack boven het Department for Communities and Local Government gevlogen. De banier werd in 2010 ook aangenomen door de bemanning van de RFA Wave Ruler, omdat de kapitein uit Stafford komt.